# Erica cyathiformis
Erica cyathiformis är en ljungväxtart som beskrevs av Richard Anthony Salisbury. Erica cyathiformis ingår i släktet klockljungssläktet, och familjen ljungväxter. Utöver nominatformen finns också underarten E. c. orientalis.